# Onšovice (Radošovice)
Onšovice (Duits: Wonschowitz of Wonschowitz bei Radoschowitz) is een Tsjechische plaats in de gemeente Radošovice, regio Midden-Bohemen, en maakt deel uit van het district Benešov. Het dorp ligt op 1,5 kilometer afstand van Radošovice.
Onšovice telt 38 inwoners (2021).

## Geschiedenis
De eerste schriftelijke vermelding van het dorp dateert van 1392.
Sinds 1960 is Onšovice volledig ondergebracht bij het district Benešov.

## Verkeer en vervoer

### Autowegen
Er leidt een regionale weg naar het dorp.

### Spoorlijnen
Er is geen station in Onšovice. Het dichtstbijzijnde station is in Vlašim, op zo'n acht kilometer afstand. Dat station ligt aan de spoorlijn van Benešov naar Vlašim.

### Buslijnen
Er is geen bushalte in het dorp. De dichtstbijzijnde bushalte is in Radošovice, op zo'n anderhalve kilometer afstand:
| Halte                  | Lijn(en) | Traject(en)       | Vervoerder(s) |
| ---------------------- | -------- | ----------------- | ------------- |
| Radošovice, Radošovice | 793      | Vlašim - Ostředek | CŠAD Benešov  |

## Bezienswaardigheden
- Dorpskapel

## Galerij

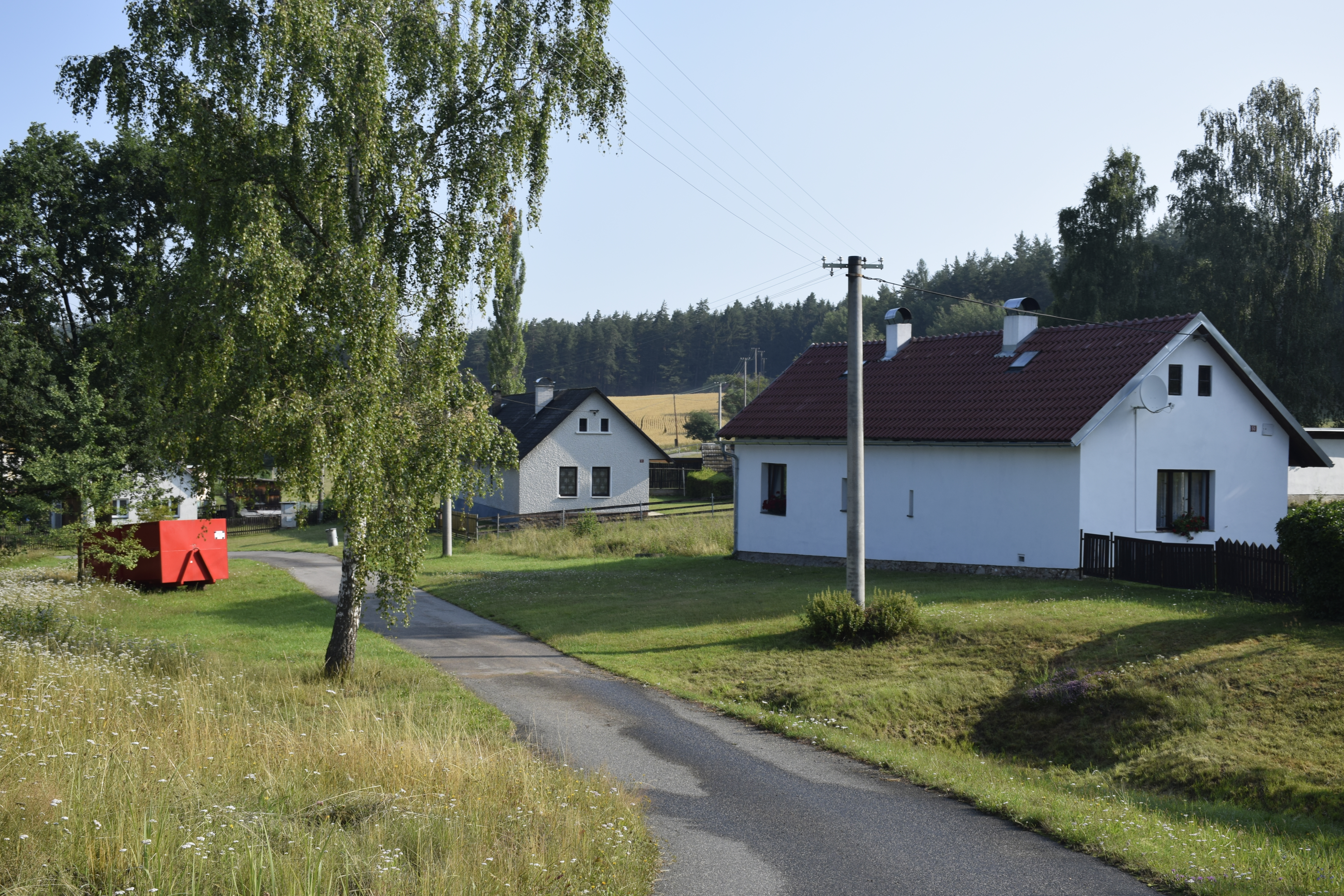
Huizen in het dorp (2019)
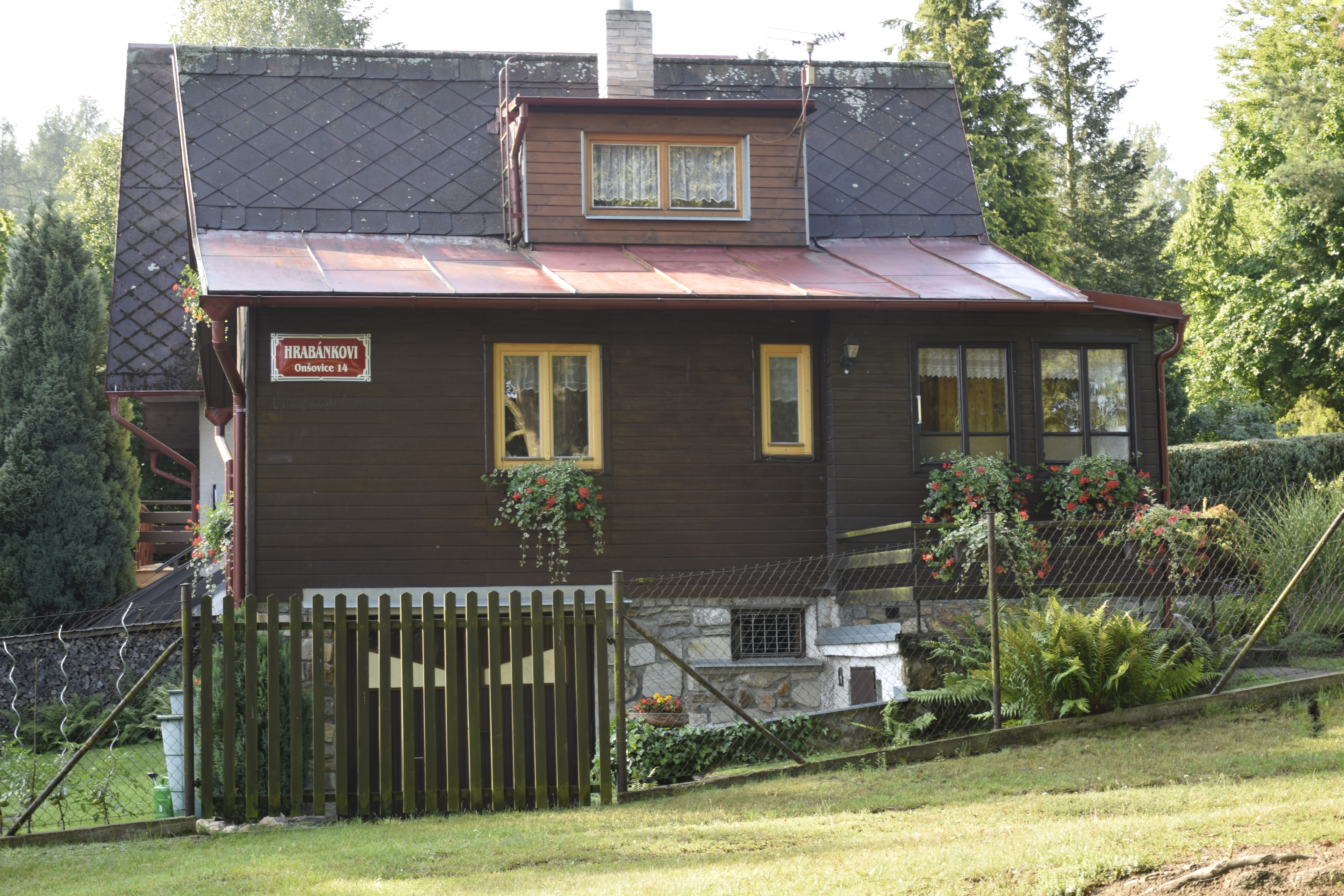
Huis in het dorp (2019)